# حوزه انتخابیه دوم مین
حوزه انتخابیه دوم مین یک حوزه انتخابیه مجلس نمایندگان آمریکا است که در ایالت مین قرار دارد.